# Villarejo de Salvanés
Villarejo de Salvanés er en by og kommune i det centrale Spanien i Madrid-regionen. Den har et indbyggertal på 7.900 (2024) indbyggere.